# Caligus kuwaitensis
Caligus kuwaitensis is een eenoogkreeftjessoort uit de familie van de Caligidae. De wetenschappelijke naam van de soort is voor het eerst geldig gepubliceerd in 1984 door Kabata & Tareen.